# MUL.APIN
MUL.APIN (Escrita cuneiforme: 𒀯𒀳) é um compêndio geral que lida com diversos aspectos da astrologia na babilônia e representa uma versão expandida baseada em observações precisas, compiladas por volta de 1000 a.C.. O texto lista o nome de 66 estrelas e constelações e posteriormente fornece um número de indicações, tais como nascimento, poente e data de culminações, que ajudam a mapear a estrutura básica do mapa de estrelas da babilônia. Acredita-se que o número de constelações apresentadas nas tabelas foram utilizadas nos esforços de catalogar do astrônomo Eudoxo de Cnido.

## Datação
A cópia mais antiga do texto descoberta até hoje é datada do ano 686 a.C, entretanto a maioria dos pesquisadores acredita que o texto foi originalmente compilado por volta de 1000 a.C. As cópias mais recentes das tabelas são atualmente datadas de 300 a.C. O astrofísico Bradley Schaefer afirma que as observações feitas nestas tábuas foram feitas na região de Assur por volta de 1370 a.C.